# ANASTASIA
『ANASTASIA』（アナステイシア）は、白鳥由里の1stスタジオアルバム。1994年8月1日、バップより発売された。

## 概要
- 白鳥の歌手デビューアルバム、自身がファンである新居昭乃を中心に、自身も作詞・作曲・編曲に挑戦した意欲作。
- 10曲目「See You Again」はシンガーソングライター・高野寛のカバー曲。

## 収録曲
| #         | タイトル                   | 作詞      | 作曲      | 編曲      | 時間  |
| --------- | -------------------------- | --------- | --------- | --------- | ----- |
| 1.        | 「Anastasia」              | 新居昭乃  | 新居昭乃  | 新居昭乃  | 1:08  |
| 2.        | 「風のおまじない」         | 新居昭乃  | 新居昭乃  | 新居昭乃  | 4:39  |
| 3.        | 「青い空と自転車」         | 新居昭乃  | 白鳥由里  | 松井達夫  | 4:28  |
| 4.        | 「ぽかぽか草」             | 白鳥由里  | 白鳥由里  | 松井達夫  | 3:55  |
| 5.        | 「月のため息が聞こえたら」 | 原真弓    | 松井達夫  | 松井達夫  | 3:32  |
| 6.        | 「さよなら夏の森」         | 原真弓    | 松井達夫  | 松井達夫  | 3:59  |
| 7.        | 「夏の夜のカルピス」       | 原真弓    | 松井達夫  | 松井達夫  | 3:28  |
| 8.        | 「ピンク・トルマリン」     | 新居昭乃  | 新居昭乃  | 新居昭乃  | 2:52  |
| 9.        | 「青色の窓」               | 新居昭乃  | 新居昭乃  | 新居昭乃  | 3:33  |
| 10.       | 「See You Again」          | 高野寛    | 高野寛    | 保刈久明  | 4:24  |
| 11.       | 「永遠の水音」             | 白鳥由里  | 白鳥由里  | 松井達夫  | 3:54  |
| 12.       | 「ユメニデカケヨウ！」     | 白鳥由里  | 白鳥由里  | 白鳥由里  | 2:09  |
| 合計時間: | 合計時間:                  | 合計時間: | 合計時間: | 合計時間: | 42:01 |